# Dmytro Myszniow
Dmytro Ołeksandrowycz Myszniow, ukr. Дмитро Олександрович Мишньов (ur. 26 stycznia 1994 w Krasnym Łymanie) – ukraiński piłkarz występujący na pozycji pomocnika w ukraińskim klubie Zoria Ługańsk.

## Kariera klubowa
Wychowanek klubów Monolit Illicziwśk i Illicziweć Mariupol, barwy których bronił w juniorskich mistrzostwach Ukrainy (DJuFL). Karierę piłkarską rozpoczął 13 sierpnia 2011 roku w juniorskiej drużynie juniorskiej Illicziweć Mariupol U-21, w podstawowym składzie której 30 listopada 2013 zadebiutował w Premier-lidze w zremisowanym 1:1 meczu z Metalistem Charków. 1 lipca 2022 przeszedł do Zorii Ługańsk.

## Kariera reprezentacyjna
Występował w juniorskiej i młodzieżowej reprezentacjach Ukrainy.

## Sukcesy

### Sukcesy klubowe
FK Mariupol
- mistrz Ukraińskiej Pierwszej Ligi: 2016/17